# Пруденті ду Морайс
Пруде́нті Жозе́ ду Мора́йс Ба́ррус (порт. Prudente José de Moraes Barros; 4 жовтня 1841 — 3 грудня 1902) — бразильський адвокат, державний діяч, третій президент країни (1894—1898 роки).

## Ранні роки
Пруденті ду Морайс народився в районі Іту в штаті Сан-Паулу 4 жовтня 1841 року. У 1863 році закінчив Школу права в Сан-Паулу. Того ж року переїхав до Пирасікаби, де упродовж двох років займався адвокатською практикою.
1865 року Морайс почав свою політичну кар'єру. Він вступив до Ліберальної партії та був обраний членом міського муніципалітету Пірасікаби. 1873 року перейшов до Республіканської партії.
У 1889—1890 роках займав пост губернатора штату Сан-Паулу, потім став сенатором і з 1891 до 1894 року був віце-спікером Сенату.

## На посту президента
1 березня 1894 року в Бразилії відбулись перші президентські вибори. Пруденті ду Морайс здобув на них перемогу, набравши понад 276 тисяч голосів та випередивши свого головного суперника — Афонсу Пену. 15 листопада Морайс вступив на посаду, ставши, таким чином, першим президентом Бразилії, обраним шляхом всенародного голосування, й першим президентом Бразилії цивільного фаху.
Попередники залишили Морайсу країну не в найкращому стані: в Бразилії тривали політичні суперечки й адміністративний хаос та, як наслідок, панував економічний занепад. Морайс почав своє правління з того, що призначив губернаторами штатів цивільних осіб, оголосив політичну амністію учасникам антиурядових виступів на півдні країни та сформував новий кабінет міністрів, перед яким поставив першочергове завдання — відновити фінансову систему країни.
У зовнішній політиці Морайсу довелось розв'язувати такі важливі проблеми, як уточнення кордонів з Аргентиною, суперечка з якою тривала з часів завершення Парагвайської війни, а також відновлення дипломатичних відносин з Португалією й відбиття територіальних претензій Великої Британії та Франції на півночі країни.
З 10 листопада 1896 до 4 березня 1897 року Морайс не міг виконувати свої обов'язки через проблеми зі здоров'ям: він мав тривалу реабілітацію після операції з видалення жовчних каменів. У той період його обов'язки виконував віце-президент Мануел Віторіну.
У листопаді 1897 року на Морайса було скоєно замах, в результаті якого загинув військовий міністр його уряду.

### Війна Канудус
Однією з найпомітніших подій часів президентства Морайса став рух Канудус, який було жорстоко придушено урядовими військами. Цей рух зародився 1893 року на північному сході штату Баїя. Забуте урядом й доведене до відчаю населення, яке страждало від голоду та злиднів, встало під прапори Антоніу Масіела, який отримав прізвисько Консельєйру (Радник). Навколо нього зібралось близько 20-25 тисяч чоловік зі штатів Баїя, Сеара, Пернамбуку й Сержипі. Повстанці грабували торгівців й місцевих поміщиків. Урядові штату Баїя не вдалось відновити порядок в регіоні: він кілька разів відряджав загони поліції на боротьбу з повстанцями, щоразу збільшуючи їхню чисельність, але повстанці здобували перемогу за перемогою, забираючи собі трофейну зброю та боєприпаси.
Зрештою, в ситуацію довелось втрутитись республіканському уряду. Він не став цікавитись соціальним корінням й цілями руху та оголосив його учасників ворогами республіки та демократії. Війська, включаючи важку артилерію, були відряджені на боротьбу з повстанцями. 1897 року після тривалих боїв повстання було придушено. Урядові війська втратили близько 4 тисяч чоловік убитими, кількість загиблих повстанців була набагато більшою.

## Пам'ять
На честь Морайса названо муніципалітети Презіденті-Пруденті в штаті Сан-Паулу, Пруденті-ду-Морайс у штаті Мінас-Жерайс та Прудентополіс у штаті Парана. Його зображення є на декількох бразильських поштових марках різних років.